# Freedom Airlines
Freedom Airlines – amerykańska linia lotnicza z siedzibą w Irvign, w stanie Teksas.